# Bror-David Enlund
Bror David Enlund, född 19 december 1880 i Norra Råda församling, Värmlands län, död 24 juli 1950 i Färnebo församling, Värmlands län, var en svensk metallograf och stålforskare.
Bror David Enlund var son till folkskolläraren Per Enlund och Hulda Colliander. Efter läroverksstudier i Filipstad 1892–1895 arbetade han 1895–1898 vid Hagfors mekaniska verkstad, genomgick 1898–1900 Filipstads bergsskola och bedrev specialstudier i metallografi vid Tekniska högskolan 1909. Enlund var från 1901 laboratoriechef hos Degerfors järnverks AB. Han var en internationellt känd stålforskare, erhöll 1912 Vetenskapliga akademiens Arnbergska belöningen för den av honom uppfunna metoden att med hjälp av elektrisk motståndsmätning prova och klassificera stål och 1935 Jernkontorets Rimansmedalj för sina metallografiska undersökningar. Enlund var från 1926 ledamot av Iron and Steel Institute i London, och från 1928 ledamot av Jernkontorets tekniska råd. 1925–1928 var han styrelseledamot i Svensa metallografförbundet. Enlund utgav en rad vetenskaliga avhandlingar i Jernkontorets annaler, Värmländska bergsmannaföreningens annaler och Journal of Iron and Steel Instiute. Bland hans skrifter märks Järnets allotropi (1916), Stålprovning medelst elektriska motståndsmätningar (1917), Om användbarheten av elektriska motståndsmätningar för undersökning av järn och stål (1918–1919) och On the structure of quenched carbon steel (1925). Enlund blev 1942 ledamot av Kungliga Ingenjörsvetenskapsakademien.